# Guy-Marie-Ludovic de Werbier d'Antigneul
Guy-Marie-Ludovic de Werbier d'Antigneul, francoski general, * 8. februar 1889, † 4. februar 1945.